# Askerbanen

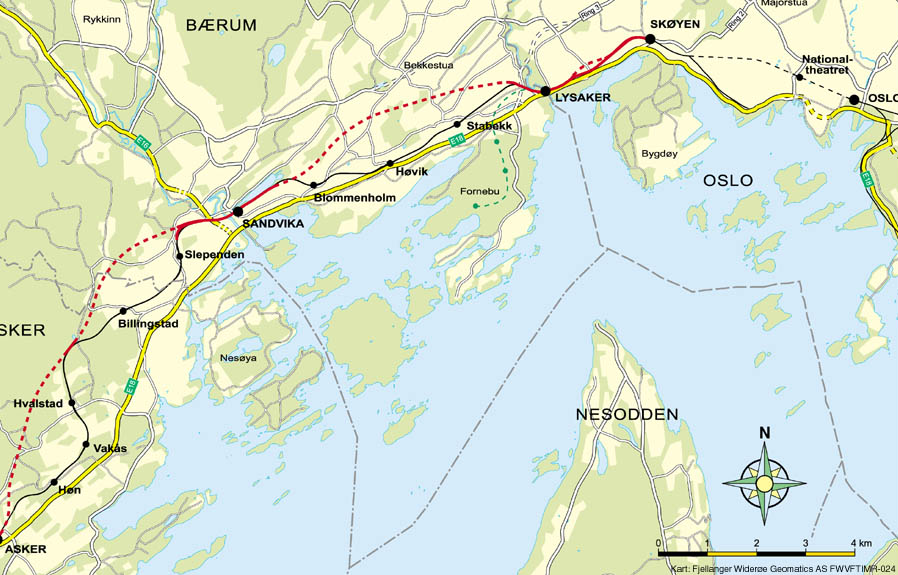
Karta med Askerbanen markerad i rött.

Askerbanen är en 16 km lång, dubbelspårig järnväg mellan Lysaker och Asker i Norge. Sträckan är belägen väster om centrala Oslo. Den 9,7 km långa delen mellan Sandvika och Asker öppnades 27 augusti 2005 och den 6,7 km långa sträckningen mellan Lysaker och Sandvika öppnade den 26 augusti 2011.
Större delen av banan går i tunnel. Järnvägen är en del av  "dubbelspårs-strategin" som innebär att snabbare tåg, såsom regional-, gods- och fjärrtåg, går genom tunneln medan Oslos pendeltåg går längs den äldre Drammenbanen.